# 基尔霍夫热辐射定律
基尔霍夫热辐射定律（热辐射定律），德国物理学家古斯塔夫·基尔霍夫于1859年提出的传热学定律，它用于描述物体的发射率与吸收比之间的关系。

## 简介
一般研究辐射时采用的黑体模型由于其吸收比等于1（α=1），而实际物体的吸收比则小于1（1>α>0）。基尔霍夫热辐射定律则给出了实际物体的辐射出射度与吸收比之间的关系。
{\displaystyle \alpha ={\dfrac {M}{M_{b}}}}
- M为实际物体的辐射出射度，{\displaystyle M_{b}}为相同温度下黑体的辐射出射度。

而发射率ε的定义即为
{\displaystyle \epsilon ={\dfrac {M}{M_{b}}}}
所以有ε=α。
所以，在热平衡条件下，物体对热辐射的吸收比恒等于同温度下的发射率。
而对于漫灰体，无论是否处在热平衡下，物体对热辐射的吸收比都恒等于同温度下的发射率。

## 不同层次的表达式
对于定向的光谱，其基尔霍夫热辐射定律表达式为
{\displaystyle \epsilon (\lambda ,\theta ,\phi ,T)=\alpha (\lambda ,\theta ,\phi ,T)}

对于半球空间的光谱，其基尔霍夫热辐射定律表达式为
{\displaystyle \epsilon (\lambda ,T)=\alpha (\lambda ,T)}

对于全波段的半球空间，其基尔霍夫热辐射定律表达式为
{\displaystyle \epsilon (\lambda ,T)=\alpha (\lambda ,T)}
- θ为纬度角，φ为经度角，λ为光谱的波长，T为温度。

## 內部鏈接
- 热辐射